# MMN80CPU
L'MMN80CPU è un microprocessore clone della CPU Zilog Z80A operante alla frequenza di 3,5 MHz. 
È stato prodotto dalla azienda Microelectronica di Bucarest per il mercato rumeno negli anni 80. 
Era utilizzato all'interno dei computer a 8 bit come HC, CIP, JET, TIM-S, CoBra e altri.

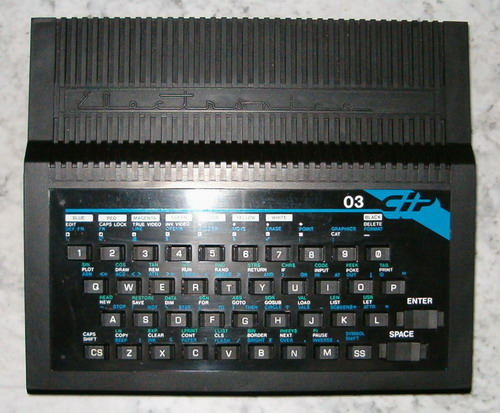
CIP-03
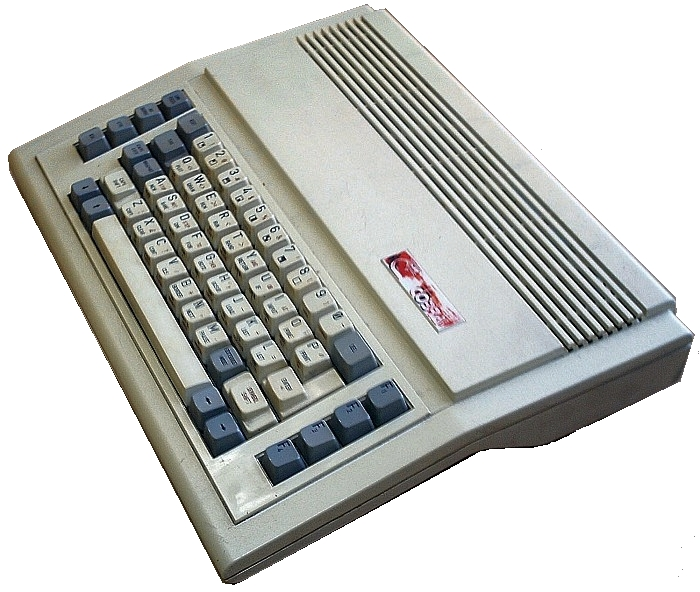
CoBra